# Безана ин Бријанца
Безана ин Бријанца (итал. Besana in Brianza) је насеље у Италији у округу Монца и Бријанца, региону Ломбардија.
Према процени из 2011. у насељу је живело 8490 становника. Насеље се налази на надморској висини од 347 м.

## Становништво
| 1931. | 1936. | 1951.  | 1961.  | 1971.  | 1981.  | 1991.  | 2001.  | 2011.  |
| ----- | ----- | ------ | ------ | ------ | ------ | ------ | ------ | ------ |
| 9.080 | 9.243 | 10.501 | 10.512 | 11.437 | 11.822 | 12.338 | 14.177 | 15.510 |